# Ermita del Calvario (Villahermosa del Río)
La ermita del Calvario en Villahermosa del Río, en la comarca del Alto Mijares en Castellón, es un antiguo lugar de culto declarado de modo genérico Bien de Relevancia Local, en la categoría de Monumento de interés local, según la Disposición Adicional Quinta de la Ley 5/2007, de 9 de febrero, de la Generalitat, de modificación de la Ley 4/1998, de 11 de junio, del Patrimonio Cultural Valenciano (DOCV Núm. 5.449 / 13/02/2007), con código autonómico 12.08.130-005.

## Descripción
La ermita se sitúa al sur del núcleo de Villahermos del Río, a las afueras del mismo. Localizada en una pequeña elevación rocosa entre los ríos Villahermosa y Carbo; se puede acceder a ella desde la CV-175, siguiendo un zigzagueante camino que conduce hasta la zona donde se encontraría el Calvario.

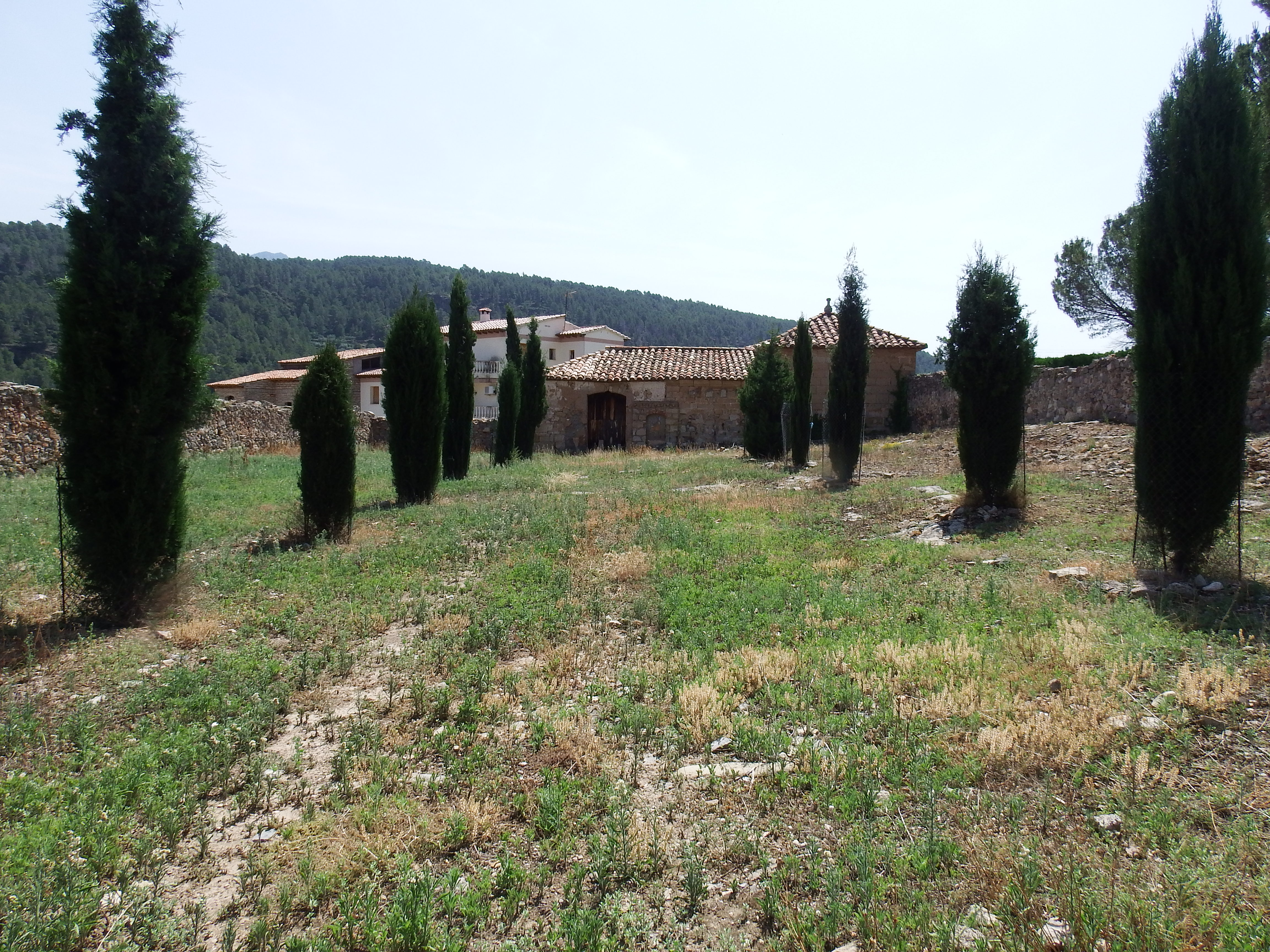
Calvario y ermita

En la actualidad no queda ninguna de las estaciones del Vía Crucis, por lo que la ermita se alza sola, sobre una plataforma pétrea con la que se iguala el terreno, en una de las esquinas del espacio que debía ocupar el mismo, que está totalmente rodeado de una verja.
Se trata de un antiguo edificio, que se encuentra bastante abandonado, tanto como lugar de culto (que dejó hace tiempo de serlo), como en su mantenimiento. Su fábrica es de sillares y en los muros que con ellos se elevan se abren ventanas en forma de arco de medio punto, abocinadas, estrechas, muy semejantes a aspilleras. En su planta se distinguen dos cuerpos que presentan diferente altura. La planta del cuerpo de inferior altura es rectangular y tiene techumbre a dos aguas; mientras, que el edificio de mayor altura, situado en la esquina, tiene una techumbre en forma piramidal y decorado con adornos de piedra.
En el cuerpo más bajo, se distinguen dos puertas de diferentes tamaños (la de menor tamaño, que tiene aspecto de ser la entrada original al templo, se encuentra cegada), situadas muy próximas y ambas en forma de arco escarzano. La puerta de mayor tamaño está cerrada por unos tablones.
Pese a no realizarse culto en la ermita, es tradicional en el pueblo utilizar el camino que va desde la iglesia parroquial hasta la ermita del Calvario para realizar el Vía Crucis del Viernes Santo, aunque no estén las estaciones a lo largo del mismo.